# ویتالی پارخیموویچ
ویتالی پارخیموویچ (روسی: Виталий Михайлович Пархимович؛ ۱۷ ژوئن ۱۹۴۳ – ۱۵ ژانویهٔ ۱۹۹۵) ورزشکار ورزش تیراندازی اهل اتحاد جماهیر شوروی سوسیالیستی بود.
وی در مسابقات کشوری و بین‌المللی در مجموع برندهٔ ۱ مدال برنز شده‌است.